# La scelta del re
La scelta del re (Kongens nei, che significa "il no del re") è un film storico del 2016 diretto da Erik Poppe. Il film, che racconta i giorni immediatamente successivi all'invasione della Norvegia da parte dei tedeschi nel 1940, è una co-produzione norvegese e irlandese; è stato selezionato come candidato norvegese ai Premi Oscar 2017 per il miglior film in lingua straniera, raggiungendo la short list di nove titoli.

## Trama
Norvegia, 8 aprile 1940: il Paese viene invaso dalle truppe di Hitler, col pretesto di offrire protezione dalle presunte violazioni di sovranità da parte della Gran Bretagna. Il governo riceve dall'ambasciatore tedesco, Curt Bräuer, una prima offerta di trattativa, che viene però respinta, per non violare la neutralità del Paese.
Prevedendo le conseguenze del rifiuto, al Re Haakon VII e al Governo viene consigliato di abbandonare Oslo e trasferirsi a Hamar, poco più a nord. Durante il viaggio il re viene a sapere che il fratello, Cristiano, sovrano di Danimarca, ha preso invece una diversa decisione per quel Paese: di fronte alla schiacciante forza bellica dell'invasore la Danimarca ha ceduto alle pressioni tedesche e accettato un accordo con cui di fatto rinuncia alla piena sovranità nazionale. Le posizioni all'interno della famiglia reale sono divergenti, il re, consapevole delle limitazioni di una monarchia parlamentare, suggerisce prudenza anche per non scavalcare il Governo legittimo mentre l'erede al trono vorrebbe la mobilitazione dell'esercito. Davanti all'incapacità di decidere del Governo anche su una seconda proposta tedesca di trattativa, il primo ministro si dimette, ma le dimissioni vengono respinte.
In questa situazione di incertezza l'ex ministro Vidkun Quisling, fondatore nel 1933 del partito fascista norvegese, forza la mano insediando (senza aver avuto la fiducia del Parlamento né l'incarico da parte del Re), un Governo nazionale collaborazionista. Quisling è naturalmente appoggiato da Berlino. All'ambasciatore tedesco viene imposto da Hitler di conferire direttamente col re, escludendo dalla mediazione il Governo regolare norvegese, ritenuto dal tedeschi ormai destituito. Le truppe tedesche sono ormai vicine ad Hamar e la libertà del re è in pericolo: si decide quindi per il trasferimento a Elverum, località più vicina al confine svedese.
L'ambasciatore tedesco nel frattempo, contrastato dai militari che sono poco propensi a fermare l'avanzata dell'esercito tedesco che sta travolgendo le deboli resistenze norvegesi, fa di tutto per ottenere un incontro col re. Il diplomatico spera, infatti, di evitare una sanguinosa invasione militare della Norvegia.  Il re decide di incontrare l'ambasciatore seguendo le richieste del governo legittimo e in contrasto con l'erede al trono,  che ritiene inutile e pericolosa la strategia di dialogo coi tedeschi. L'incontro avviene presso il ginnasio di Elverum: l'accordo proposto dai tedeschi prevede, come elemento irrinunciabile, il riconoscimento formale del governo filo-nazista di Quisling, ma l'ambasciatore lascia intendere al re che in realtà il governo Quisling sarebbe transitorio. Il re oppone all'ambasciatore la propria impossibilità di accordarsi senza coinvolgere il governo, legittimo rappresentante del popolo, cosa che l'ambasciatore non intende accordare, essendo contraria alle direttive ricevute da Hitler. La trattativa fallisce e il re esplicita al Governo il proprio orientamento negativo sulla proposta tedesca, ritenendo impossibile nominare un nuovo primo ministro, Quisling, privo di appoggio popolare. Preannuncia, anzi, l'abdicazione propria e degli eredi in caso il governo adotti una decisione diversa.
In risposta al fallimento delle trattative, l'11 aprile a Nybergsund il rifugio in cui si trova il re viene bombardato dai tedeschi, obbligando il sovrano e i suoi collaboratori a rifugiarsi nel bosco. Il tempo della trattativa diplomatica è definitivamente tramontato e la Norvegia prende la decisione di entrare in guerra.
Nei titoli di coda si spiega il seguito delle vicende belliche che direttamente coinvolsero la Norvegia e che costrinsero il re all'esilio fino alla successiva liberazione.